# Nyons
Nyons [njɔ̃s] (okzitanisch Niom) ist eine südfranzösische Kleinstadt und eine Gemeinde mit 6794 Einwohnern (Stand 1. Januar 2022) im Département Drôme in der Region Auvergne-Rhône-Alpes. Sie ist Hauptstadt (frz.: chef-lieu) des gleichnamigen Arrondissements und gehört zum Kanton Nyons et Baronnies.

## Lage

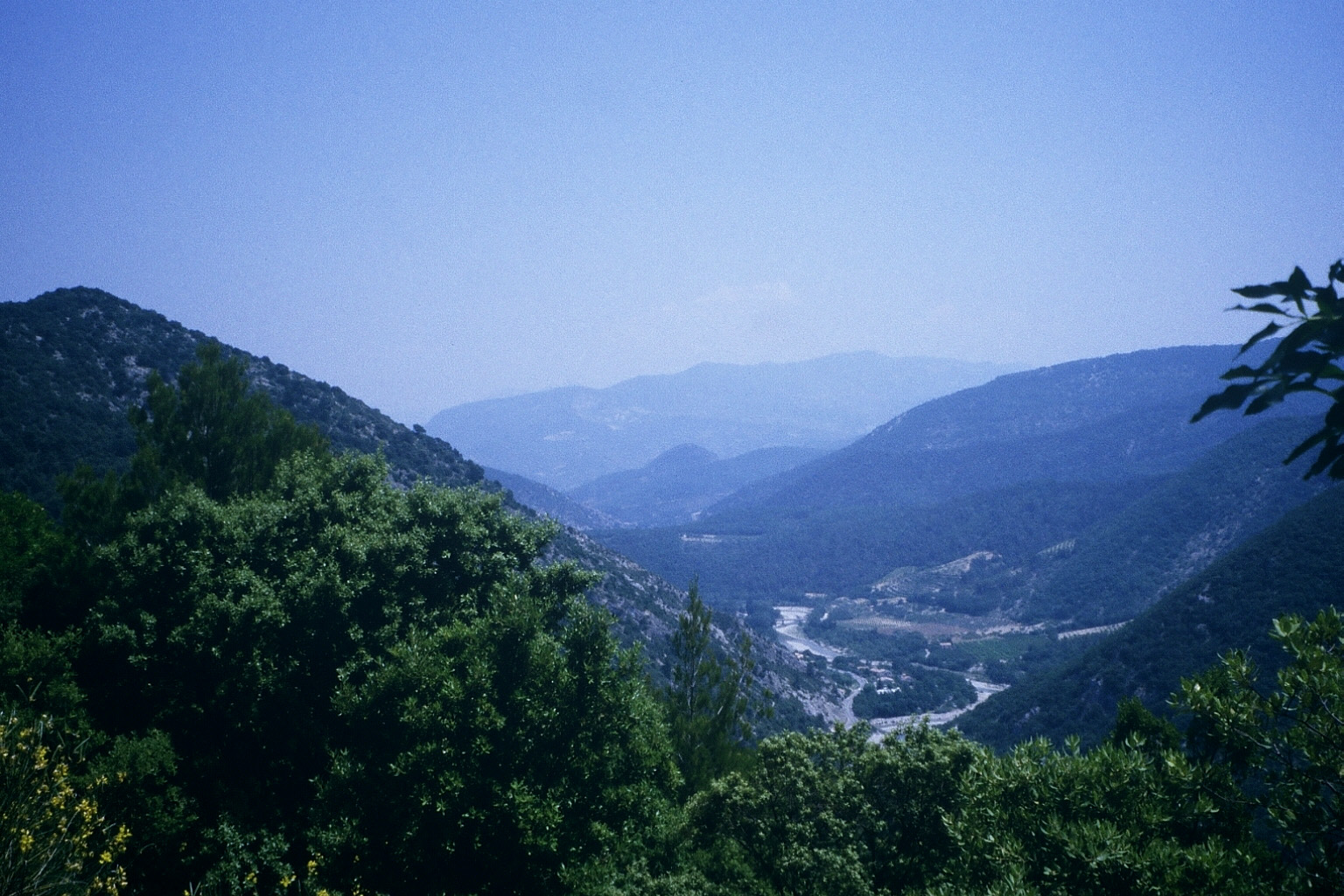
Blick vom Pass Col du Ponthias in Nyons ins Tal des Eygues

Die ca. 250 bis 290 m hoch gelegene Kleinstadt liegt am Flüsschen Eygues ca. 52 km südöstlich von Montélimar oder 42 km bzw. 71 km nordöstlich von Orange und Avignon in einem von Bergen umschlossenen Talkessel. Eingeschlossen zwischen den Mittelgebirgen Essaillon, Garde Grosse, Saint-Jaume und Vaux entwickelt sich hier ein besonders mildes Klima, dem das Städtchen auch seinen Beinamen Petit Nice (‚Klein-Nizza‘) verdankt.

## Bevölkerungsentwicklung
| Jahr                       | 1800 | 1851 | 1901 | 1954 | 1999 | 2016 |
| -------------------------- | ---- | ---- | ---- | ---- | ---- | ---- |
| Einwohner                  | 2724 | 3590 | 3638 | 3637 | 6723 | 6742 |
| Quellen: Cassini und INSEE |      |      |      |      |      |      |

Der enorme Anstieg der Bevölkerungszahlen in den letzten Jahrzehnten des 20. Jahrhunderts ist im Wesentlichen auf eine durch Landflucht ausgelöste Zuwanderung zurückzuführen.

## Wirtschaft

### Landwirtschaft
Die Spezialität von Nyons sind seine Oliven und das daraus gepresste Olivenöl. Für beides gibt es seit 1994 eine geschützte Herkunftsbezeichnung (AOC). Des Weiteren wird in der Gegend um Nyons Wein angebaut, der unter den Appellationen Drôme, Méditerranée, Comtées Rhodaniens, Côtes du Rhône und Côtes du Rhône Villages in den Handel kommt.

### Kunsthandwerk
In Nyons kann die letzte Scourtin-Manufaktur noch besichtigt werden. Die Scourtins sind Matten aus Pflanzenfasern, die ursprünglich der Gewinnung von Olivenöl dienten; die zermahlene Fruchtmasse wurde zwischen diesen Matten ausgepresst. Seit es keine Nachfrage mehr nach solchen Filtern gibt, ist man dazu übergegangen, auf dieselbe traditionelle Weise dekorative Untersätze und kleine geflochtene Teppiche herzustellen.

### Tourismus
Heute leben Nyons und sein Umland vorwiegend vom Tourismus. Zahlreiche Arbeitsplätze in Hotellerie und Gastronomie wurden neu geschaffen.

## Geschichte

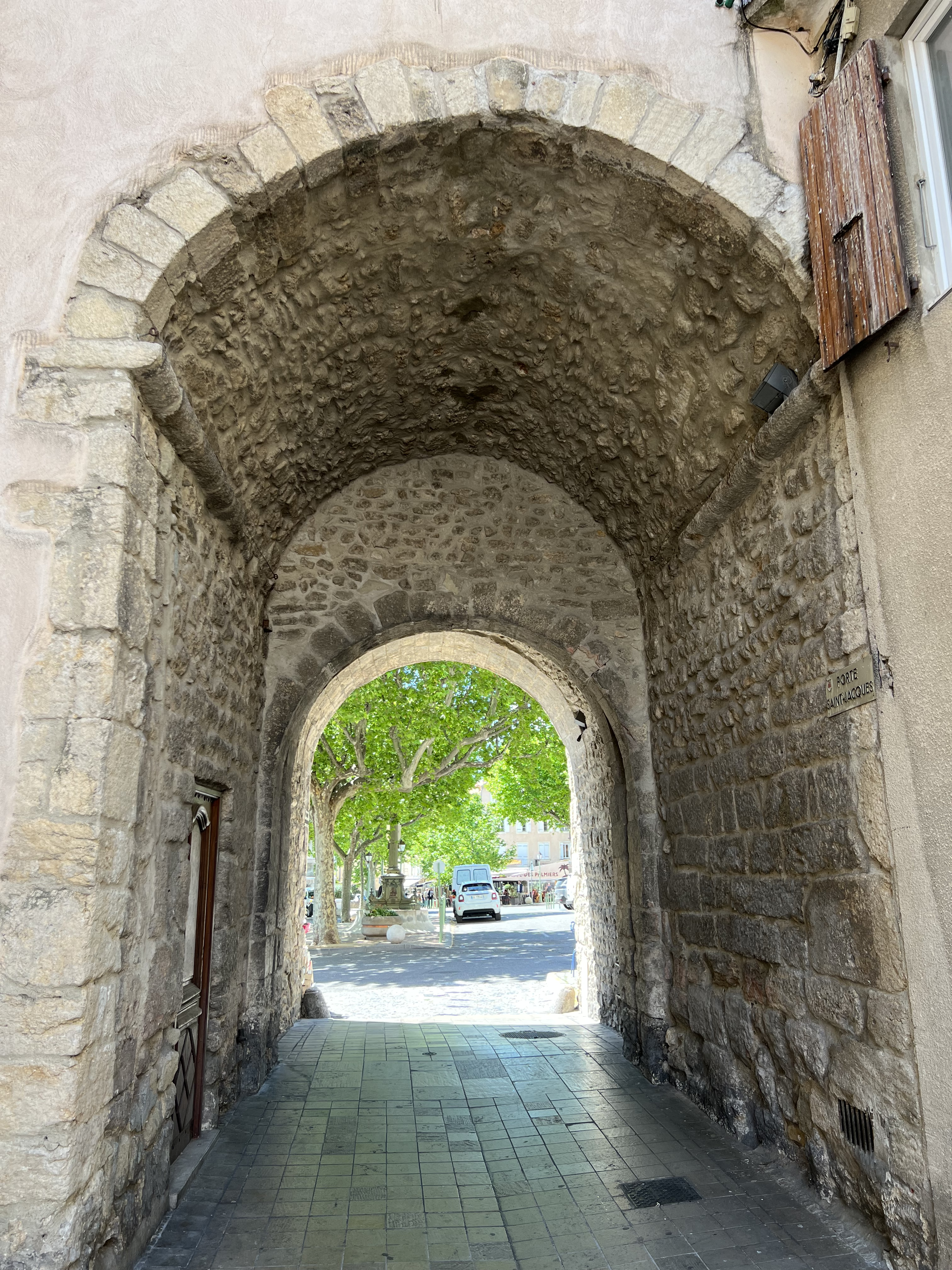
Porte Saint-Jacques, 14. Jahrhundert

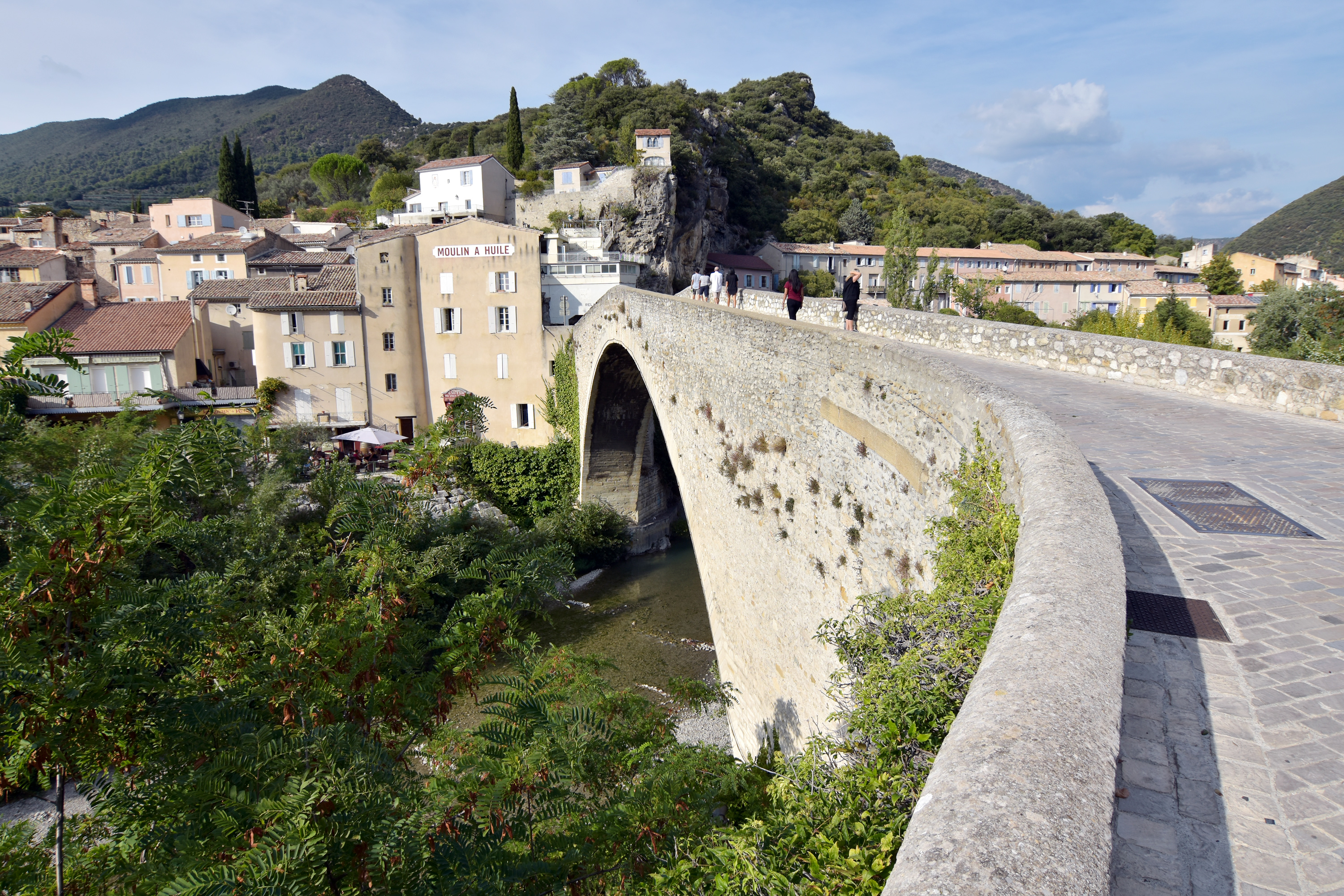
Pont roman

Eine Gleichsetzung mit der nicht lokalisierbaren keltischen Stadt Nyrax muss als reine Spekulation angesehen werden. In der gallo-römischen Epoche war das Gebiet von Nyons der Stadt Vaison-la-Romaine (lateinisch: Vasio) zugeordnet. Es ist jedoch nicht sicher, ob es dort damals bereits eine Siedlung gab. Der Ortsname Niomes wird erstmals 972 in einer Schenkungsurkunde der Nyonser Kirchen Saint-Vincent und Saint-Ferréol an das Kloster Saint-Césaire in Arles erwähnt. Dieses Kloster übte lange Zeit die Grundherrschaft (seigneurie) aus, bis zu Beginn des 13. Jahrhunderts die Herren von Montauban dort Fuß fassten.
Im Jahr 1315 kam die Stadt schließlich zur Dauphiné (einer französischen Provinz, die ungefähr die heutigen Départements Isère, Drôme und Hautes-Alpes umfasste), dem sie bis zur Französischen Revolution angehörte. Ab dem Ende des 13. Jahrhunderts wuchs die Stadt sehr schnell. Sie profitierte vom Papstpalast in Avignon, vielen italienischen Händlern und einer großen jüdischen Gemeinde. Wie die ganze Umgebung litt auch Nyons im 16. und 17. Jahrhundert unter den Hugenottenkriegen, da ein Großteil der Bevölkerung protestantisch war.

## Sehenswürdigkeiten

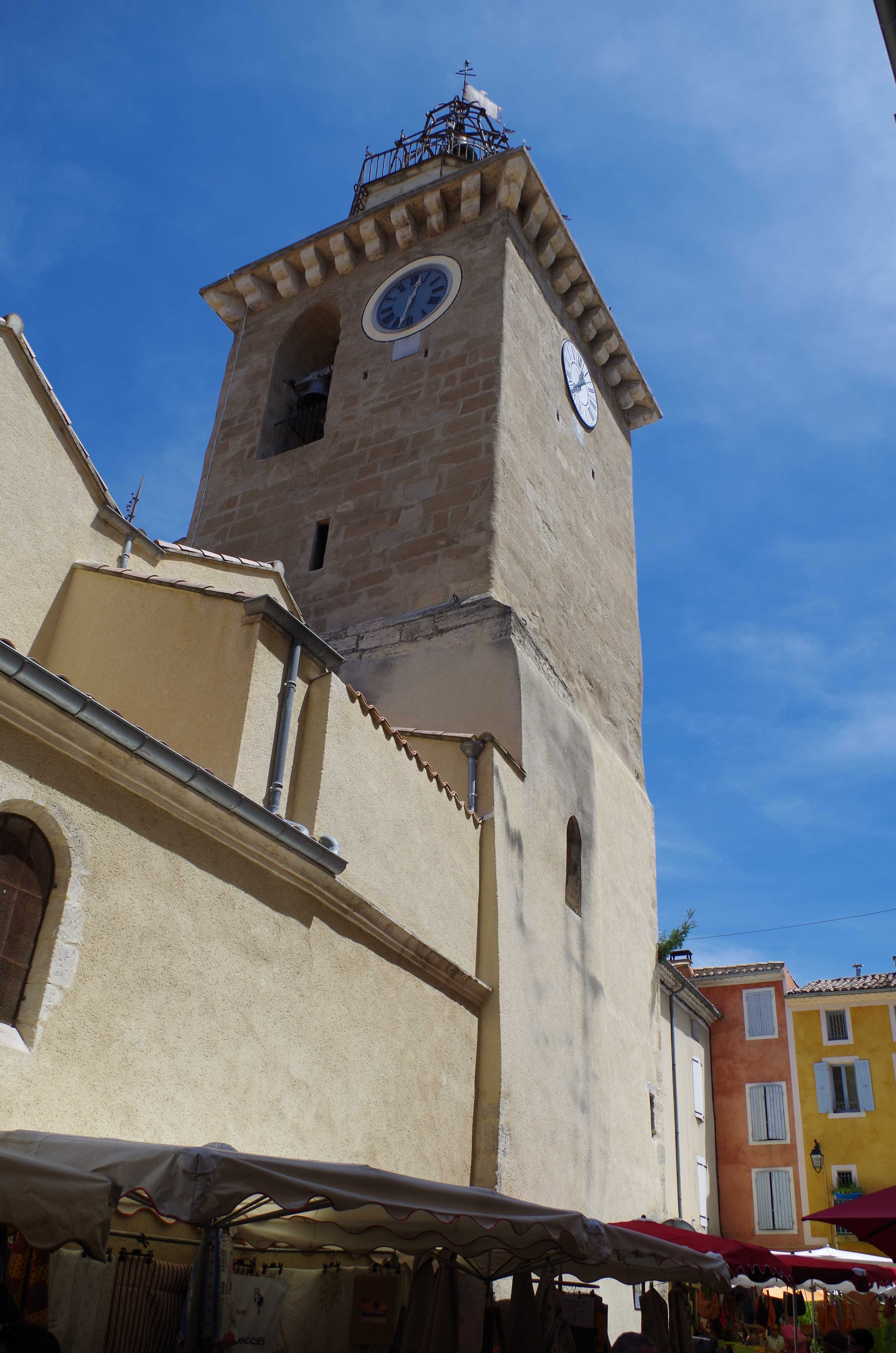
Kirchturm der Kirche Saint-Vincent, 14. Jahrhundert

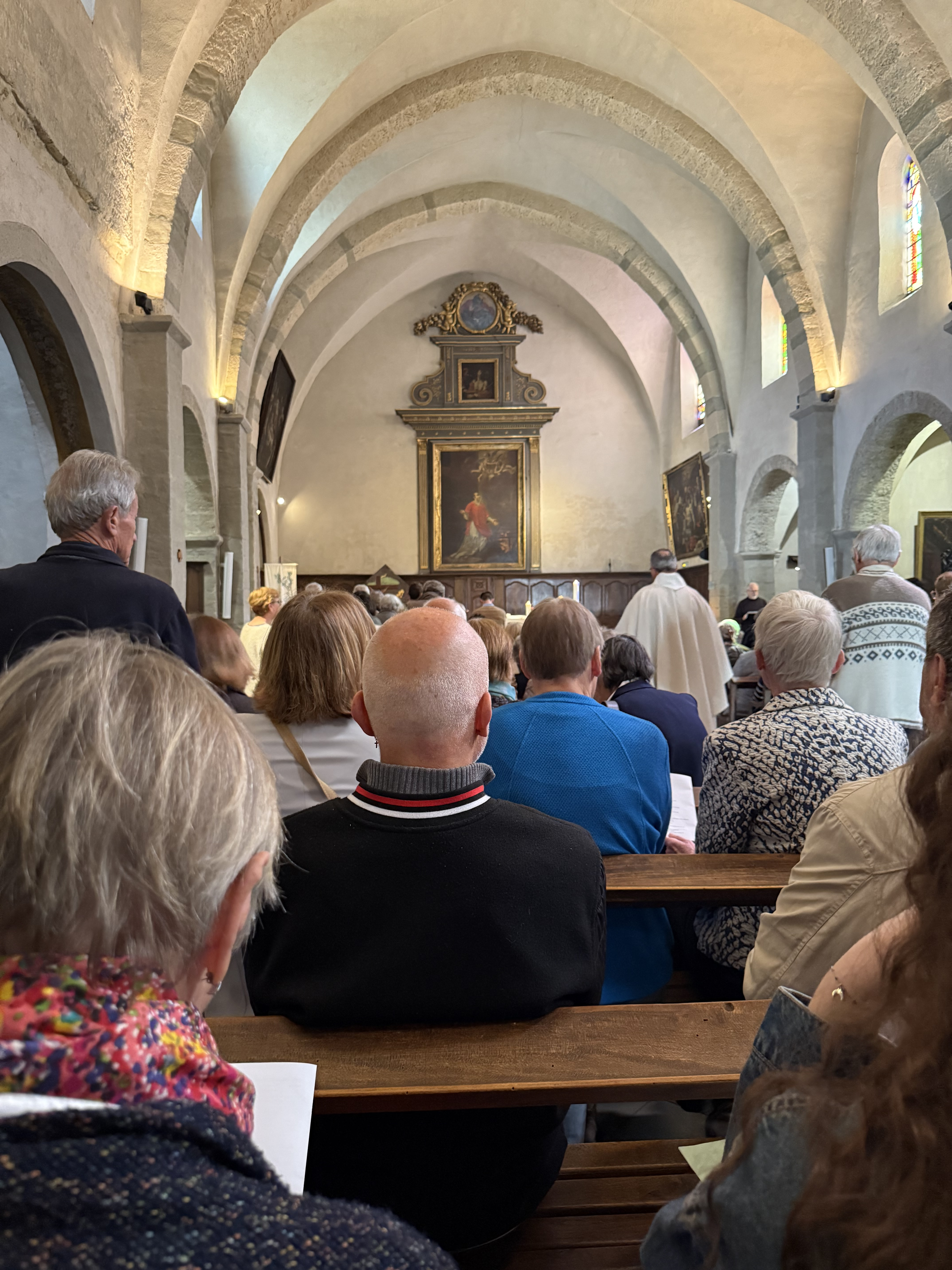
Kirchenschiff während des Ostergottesdienstes 2025

- Kirchenschiff während des Ostergottesdienstes 2025Nyons beherbergt eine Vielzahl von Sehenswürdigkeiten, darunter den Pont de Nyons (pont roman) von 1409, eine einbogige Brücke mit 43 m Spannweite und 18 m Höhe, die am Rande der Altstadt das Flüsschen Eygues überspannt. Die Brücke ist seit dem Jahr 1925 als Monument historique anerkannt.[3]
- Die Burg (château) geht in ihrem Ursprung auf das 8. Jahrhundert zurück; die erhaltenen, aber in Privatbesitz befindlichen Bauten stammen jedoch aus dem 13. und 14. Jahrhundert. Sie sind seit dem Jahr 1983 als Monument historique anerkannt.[4]
- Nyons hat ein imposantes Altstadtviertel, das auf das 13. und 14. Jahrhundert zurückgeht. Aus dem 15. Jahrhundert stammt der zentrale Place du Docteur Bourdongle.
- Die Kirche Saint-Vincent wird erstmals im 10. Jahrhundert erwähnt; der heutige Bau geht auf das 17. Jahrhundert zurück, wurde aber in den Jahren 2009/10 komplett restauriert. Das romanisch wirkende Kirchenschiff birgt mehrere sehenswerte Gemälde aus einem ehemaligen Rekollektenkloster.
- Das protestantische Gotteshaus (temple) wurde in der ersten Hälfte des 19. Jahrhunderts in den Ruinen des Rekollektenklosters erbaut.
- Der Tour Randonne wurde bereits Ende des 13. Jahrhunderts erbaut; damals diente er als Wehrturm (donjon) und Gefängnis. Um die Mitte des 19. Jahrhunderts wurde er in eine Kapelle (Notre-Dame de Bon-Secours) umgewandelt und erhielt seinen pyramidalen mehrgeschossigen Giebelaufsatz mit einer 3,50 m großen Marienfigur auf der Spitze.
- Das Stadttor Porte de la Pomme mit dem Glockenturm Ancien Clocher ist ein weiteres historisches Bauwerk.
- Nyons hat drei Museen: das Musée d’Archéologie et d’Histoire de Nyons et des Baronnies, das Musée d’Olivier und die Scourtinerie de Nyons, die immer noch Matten in der Tradition der Scourtins herstellt.
- Der im Jahr 1983 eingerichtete Aromagarten (Jardin des Aromes) erstreckt sich entlang der Eygues und umfasst zahlreiche Gewürz- und Aromapflanzen aus dem Mittelmeerraum.
- Les Vieux Moulins à huile, (die Ölmühlen) sind eine Wasser- und eine Göpel-Mühle.

## Städtepartnerschaften
- Manciano, Toskana, Italien
- Mechernich, Deutschland
- Nyon, Schweiz
- Nules, Region Valencia, Spanien

## Persönlichkeiten
- Adrien Bertrand (1888–1917), Schriftsteller